# Maculinea tainaron
Maculinea tainaron är en fjärilsart som beskrevs av Hans Fruhstorfer 1934. Maculinea tainaron ingår i släktet Maculinea och familjen juvelvingar. Inga underarter finns listade i Catalogue of Life.